# 湯治

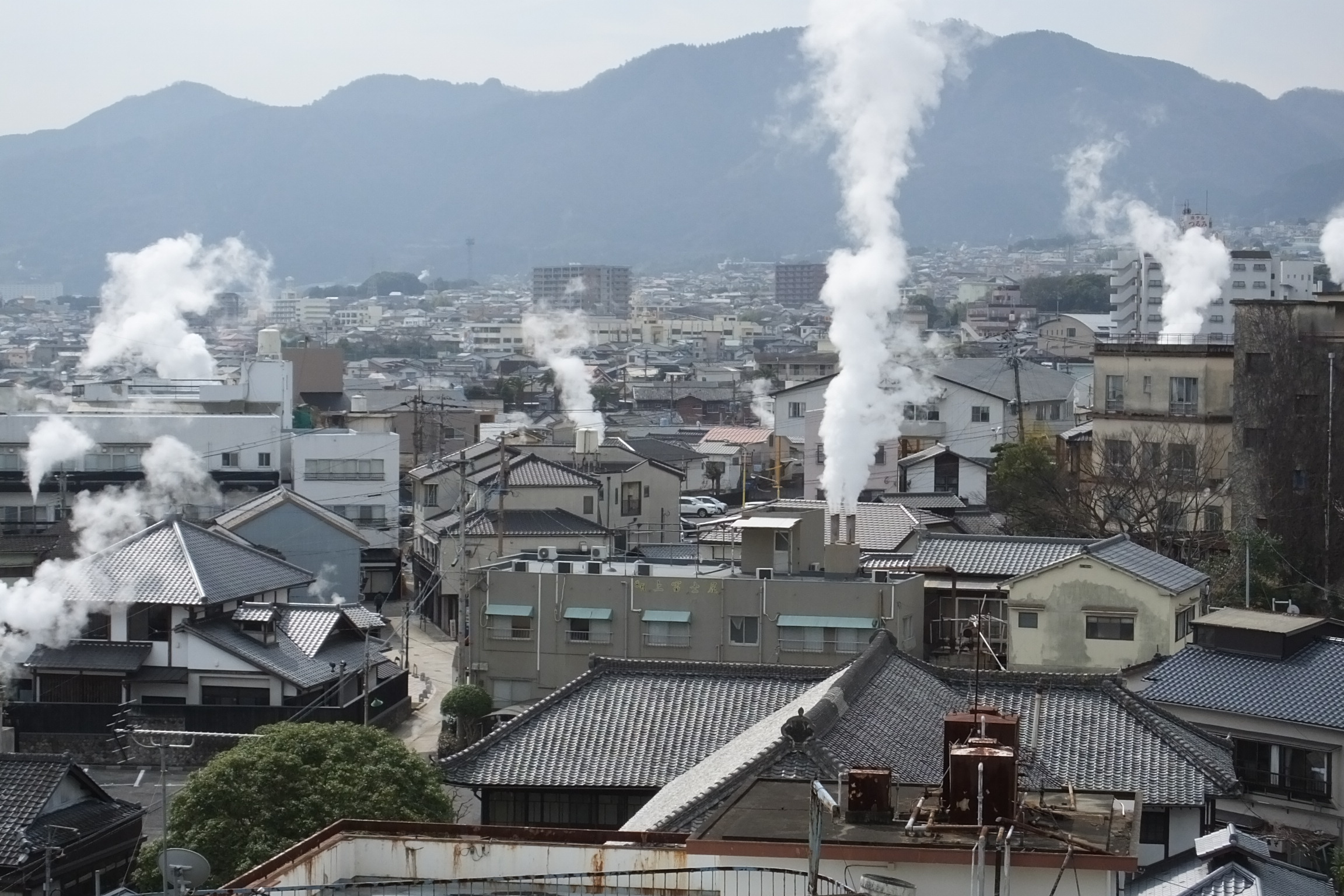
日本を代表する湯治場の一つ鉄輪温泉。今も多くの湯治客用の貸間が多く存在する。

湯治（とうじ）とは、温泉地に長期間（少なくとも一週間以上）滞留して特定の疾病の温泉療養を行う行為である。日帰りや数泊で疲労回復の目的や物見遊山的に行う温泉旅行とは、本来区別すべきである。

## 歴史

### 世界
水に浸かって病気や怪我を癒すという考え方は古来一般的であり、その根拠としてチェコやフランスの温泉近くで青銅器時代の武器や奉納物が発見されていたり、ケルト神話で王達が癒すための温泉を発見する話や、泉に死者を投げいれて生き返らせる話などもあることなどから、紀元前の人間たちも温泉で傷や病気を癒していたことが考えられる。その他にも、ギリシア神話で病気を治すために祝福された泉や潮だまりに浸かる話や、女神ヘーラーがカナートスの泉で儀式を行い若返る話がある。
古代ローマでは植民都市にも公衆浴場が建設され、入浴が推奨された。しかし、ローマ帝国が衰退するようになると、水の入れ替えが低下したことで不衛生な水が溜まった常識が無い行為が行われる場となり、病気を蔓延させる不衛生な物と考えられるようになっていった。中世ヨーロッパの教会は、そういった入浴習慣を問題視し、公衆浴場を閉鎖するよう活動を行った。ローマ・カトリック教会は、公衆浴場が不道徳と病気の元として、梅毒等の蔓延を阻止するために公衆浴場を閉鎖し、この期間の入浴習慣を衰退させた。
公衆浴場が閉鎖され、病気を癒す神聖な鉱泉を求めるようになり、温泉とそれらを守る聖人や神が祀られるようになった。1326年には、ベルギーのリエージュ州に住む鍛冶師の Collin le Loup が、スパという町で健康によい含鉄泉を発見し、それによってスパという言葉が温泉療養施設を指すようになった。その後も多くの温泉に対して、なんの病気に効くのか効能（現代の泉質別適応症）が付けられたり、飲泉しながら温泉に浸かるなど癒し方が研究された。

### 日本
湯治という行為は、日本においては古くから行われていた。衛生に関する知識や医療の技術が十分に発達していなかった時代、その伝聞されていた効能に期待して、温泉に入浴したり飲泉するなど、多くの人が温泉療法によって病気からの回復を試みていた。また、仏教においては病を退けて福を招来するものとして入浴が奨励され、『仏説温室洗浴衆僧経』と呼ばれる経典の存在や、僧侶の行う施浴なども湯治の普及に影響した。一例として、大分県別府市の鉄輪温泉にある鉄輪むし湯、渋の湯、熱の湯は、一遍が施浴を行うために地獄（地熱地帯）を鎮め整備した温泉とされている。
体の特定の部位に対する効能が良いとされた温泉には、例えば貝掛温泉の異名である目の湯のように、特にその部位名を冠した名称も持ち合わせ、多くの湯治客を集めた。
古くは湯治を行っていたのは権力者など一部の人に限られていた。鎌倉中期の浜脇温泉には大友頼泰によって温泉奉行が置かれ、別府温泉の楠温泉には元寇の役の戦傷者が保養に来た記録が残っている。豊臣秀吉は合戦や任官・家族の他界など、人生の節目ごとに有馬温泉で湯治を行い、文禄4年（1595年）3月には草津湯治の綿密な計画をたてるほどの温泉好きだった。一般の人の間でも湯治が盛んになったのは、江戸時代以降である。これは、街道が整備されたことにより遠方への往来が容易になったためである。草津温泉などは、梅毒に苦しんでいた江戸の町人が多く湯治に訪れたという。合戦がなくなったことにより、農閑期に時間が発生した農民が、蓄積した疲労を癒す目的で湯治を行うようにもなった。
また、江戸時代に東海道を旅する際に、宿場に指定されていた小田原宿ではなく、箱根温泉に宿泊を希望するものが多かった。だが、当時は長期滞在を前提とした湯治客のみが箱根温泉に宿泊し、一泊のみの旅行者は泊まることができなかった。その抜け道として、一日だけ湯治を行うとする一泊湯治などと称して箱根温泉に宿泊したという。
明治時代以降、医学の近代化が図られた際に、湯治の近代化として滞在型温泉療養施設の建設がドイツのエルヴィン・フォン・ベルツ博士から提案されたが、建設には至らなかった。一方、量、種類ともに豊かな温泉資源に恵まれた別府温泉では、1912年（明治45年）に陸軍病院、1925年（大正14年）に海軍病院が開設（現在は国立病院機構別府医療センター等に改組）され、温泉療法が実践されていた。1931年（昭和6年）には、日本の大学で初めての温泉療法の研究施設として、九州大学温泉治療学研究所が開設された。
明治以降医学が発達しても、江戸時代に定着していた湯治文化はすぐに廃れることはなかった。明治初期の港湾整備で大阪、広島、宇和島などとの定期航路が開かれ急速に観光地化した別府温泉でも、戦後しばらくまでは湯治舟と呼ばれる小さな舟も瀬戸内各地から集まり湯治客で賑わった。しかし戦後の生活様式の大幅な変化により、文化としての側面が強い湯治も急速に廃れていった。特に農閑期である事を理由とした湯治は、別府鉄輪温泉に残るのみで実態はほぼ消滅と言える。
現在では、皮膚病治療などで湯治が行われることが多い。また、原子爆弾被爆者別府温泉療養研究所（通称・別府原爆センター）や、玉川温泉（秋田）、三朝温泉（鳥取）に見られるような、現在の医学では治療困難とされる病気の治癒を期待して、湯治を行う人も多い。

## 湯治場

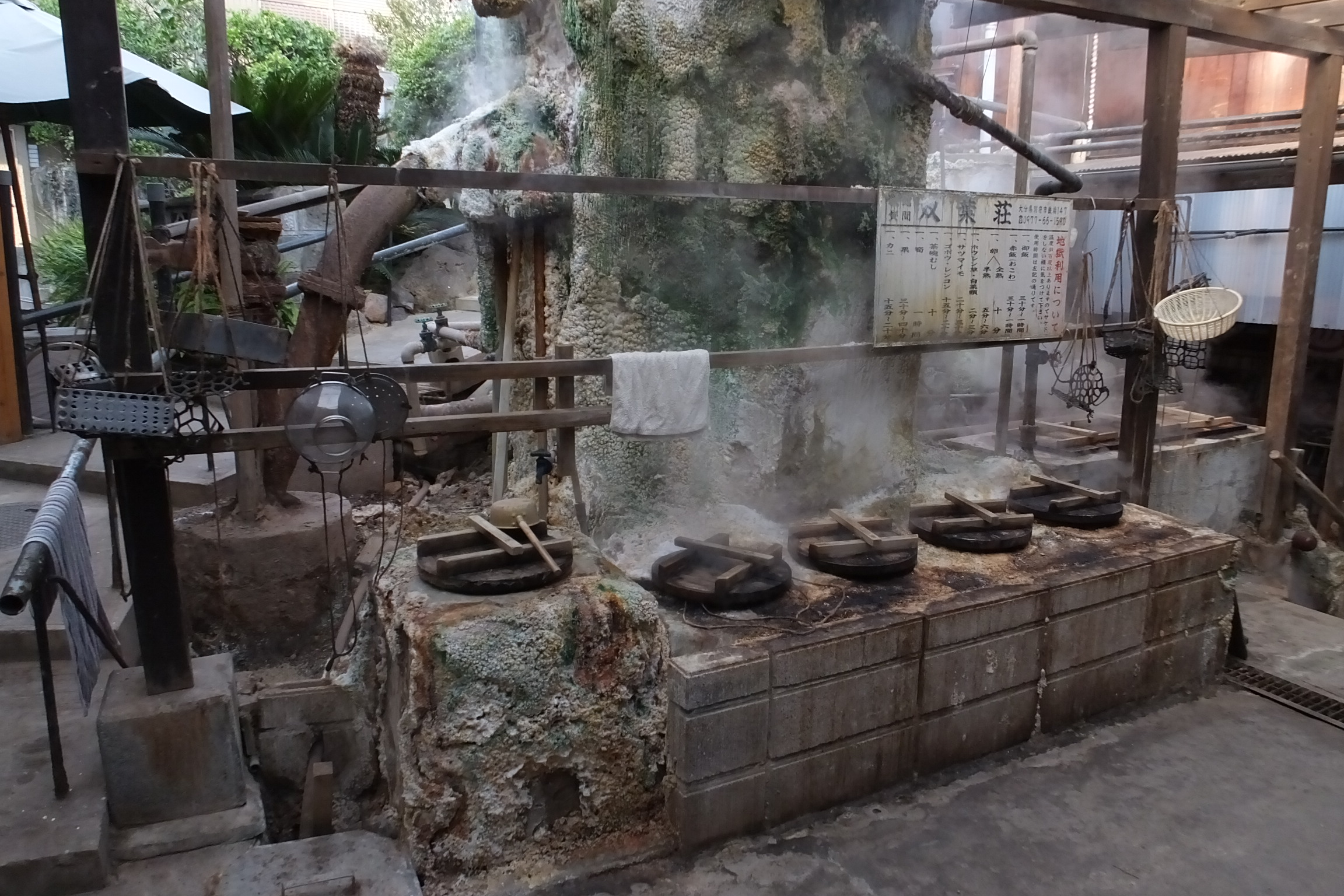
湯治場では長期滞在する浴客が多く、自炊する設備が整った旅館・貸間も多い。鉄輪温泉の高温の温泉を利用した調理施設「地獄蒸し」。

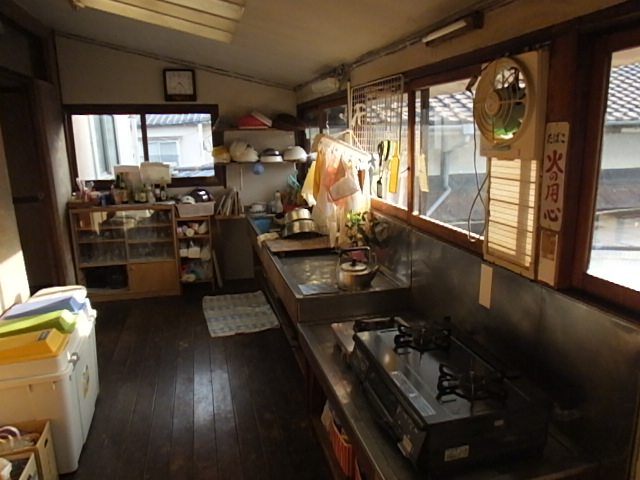
湯治宿の自炊客向け調理場（鉄輪温泉「双葉荘」）

湯治場（とうじば）とは、湯治を目的に長期滞留する温泉地のことである。
短期の観光客や保養客を相手にしていないため、山間僻地の質素な温泉地が多い。娯楽施設やテレビが無かったり（多くは電波が入らない、腐食が激しくて設置できない等の理由）、携帯電話の電波が届かない宿も珍しくはない。
多くの場合は、自炊が基本となっている。これは、長期滞留客の金銭的負担の軽減という理由の他、湯治客の症状によっては、日々の食事内容に制限があり自分にあった食事を行う必要があること、同じ宿に連泊することによる食の偏りを防ぐという理由もある。また普段と同じ食事をすることで心身を落ち着かせる効果もある。宿泊者のための共同炊事施設が整っており、源泉温度が高い場合は蒸気熱で調理する地獄釜が利用出来たり、鍋釜や食器のレンタルや食材の販売などを行っている湯治場もある。食材は、事前に家から持ってきたり、スーパーマーケットで買い込む必要がある。湯治場によっては、自炊部売店が商店並みに充実していたり、温泉街で地の物を売る朝市が行われており、生鮮食品を補充できる場合もある。

## 著名な湯治場
湯治場は数多く存在するが、代表的なものとして以下を挙げる。
- 酸ヶ湯（青森県）
- 後生掛温泉、玉川温泉、泥湯温泉、乳頭温泉郷（秋田県）
- 大沢温泉、鉛温泉、金田一温泉、湯川温泉（岩手県）
- 鳴子温泉（宮城県）
- 肘折温泉（山形県）
- 草津温泉（群馬県）
- 出湯温泉（新潟県）
- 三朝温泉（鳥取県）
- 俵山温泉（山口県）
- 長湯温泉、鉄輪温泉、明礬温泉（大分県）
- 地獄温泉（熊本県）